# متحر
التحقيق لغة إثبات الحق مما لا يجعل في الأمر أي مجال للشك ومن المعاني الأخرى الموجودة عدة قواميس التصديق والتزين والرصانة.
المحقق الناجح يجب أن يتحلى بصفات عدة ليمكن ان يطلق عليه لقب المتحري فهو يجب أن يعلم ما يقول جيدا ولا يتكلم إلا بما يعي ويفهم. وان يترك الأشياء التي ليس له فيه معلومات كافية للخوض في مناقشاتها وجدالها ولكننا دائما ما نرى المحقق على درجة عالية من الثقافة والذكاء والخيال المنقطع النظير فمن هذا المنطلق نعرف ان هناك اشياء أساسية لتكوين التحري الناجح. الخيال، المعرفة، الذكاء، الحدس، توقع ردات الفعل كلها امور لا بد من توفرها في المتحري الناجح. وهذه الأمور يمكن للشخص ان يوفرها لنفسه فيمكن ان يكون ذكيا عن طريق تسليح نفسه بالعلم وكذلك رفع درجات الخيال عن طريق تخيل المواقف والأفعال في العقل وتوقعها مرة أخرى وإفراز عليها بعض المؤثرات الخيالية المتقاربة مع المنطق.

## ما هو فن التحري والتحقيق
هو الإبداع والتمكن والقدرة على الاستنتاج والتحليل من امور معطاة وتحويلها إلى الوقائع الناتجة أو بمعنى اخر رفع الستار عن الحقيقة والغموض عن هذا الأمر أو القضية ايا كانت. مثل مانره من ضباط الشرطة من المحققين والمتحرين الذين يكشفون ويتوصلون إلى حل القضايا بسبب ذكائهم وقدراتهم المساعدة في عما ذلك، فهم خير مثال لهذا الفن -التحري والتحقيق- ويمكن القول في الوقت الحاضر ان هذا يقتصر عليهم بالإضافة إلى علماء الأثار، فقد كان من رجال الشرطة من هو محقق محترف يكشف الغموض عن القضايا المستعصية على مر السنوات.
لذا يمكن ان نقول ان أي رجل الشرطة محققا أو متحري يجب أن تتوافر فيه شروط المحقق الناجح ليمارس عمله باحترف وحكمة وذكاء.
الإطلاع والثقافة العالية تعتبر صفة مهمة فيجب أن يكون المتحري على درجة عالية من الثقافة والإطلاع في مجمل العلوم بشكل عام فالثقافة لا يجب أن تكون ضمن إطار علم محدد ولكنها يجب أن تكون متنوعة من عدة علوم

## التحقيق في الحرائق
تقع على المحقق بأسباب الحريق مسؤولية كبيرة مادية ومعنوية، إضافة للمسؤولية القضائية، حيث أنه يحقق بقضية يمكن أن تكون أحد أخطر أنواع الجرائم وهي جريمة الحرق العمد الجنائي، كما أن رأي المحقق يكون مرجحا ومهما أمام القضاء، بل مساعدا للقاضي في إصدار حكمه.